# محمدحسن جمشیدی اردشیری
محمدحسن جمشیدی اردشیری (زادهٔ ۱۳۲۰ در کوهسارکنده) سیاستمدار ایرانی و نماینده سابق حوزه انتخابیه بهشهر، نکا و گلوگاه در مجلس شورای اسلامی، در دوره‌های چهارم،‌ پنجم و هفتم بوده است.
او دروس اولیه حوزوی را در کوهستان نزد محمد کوهستانی آموخت و سپس راهی حوزه علمیه قم شد.
جمشیدی اولین بار در دوره چهارم و پس از سید رسول حسینی کوهستانی از حوزه انتخابیه بهشهر راهی مجلس شورای اسلامی شد. او در دوره ششم نتوانست در انتخابات مجلس موفق شود، اما در دوره هفتم،‌ با کسب ۳۴.۴۹٪ از مجموع ۱۴۷.۰۹۵ آراء مأخوذه، توانست برای سومین بار از حوزه انتخابیه بهشهر، نکا و گلوگاه راهی مجلس شود.